# كريس ديكنسون
كريس ديكنسون (4 نوفمبر 1994 في المملكة المتحدة - ) (بالإنجليزية: Chris Dickinson)‏ هو لاعب كرة قدم بريطاني في مركز الهجوم. لعب مع نادي يورك سيتي وويتبي تاون ‏ وAnnan Athletic F.C. ‏ وNorthallerton Town F.C. ‏ ونادي بوسطن يونايتد ودارلينجتون إف سى.

## وصلات خارجية
- كريس ديكنسون على موقع قاعدة بيانات كرة القدم.إي يو (الإنجليزية)
- كريس ديكنسون على موقع Soccerbase.com (لاعب) (الإنجليزية)
- كريس ديكنسون على موقع Soccerway.com (الإنجليزية)